# Mai Khôi
Đỗ Nguyễn Mai Khôi (nascuda el 1983), conegut professionalment com a Mai Khoi, és una cantant, artista i activista política vietnamita. Descrita com la "Lady Gaga del Vietnam" i també comparada amb les artistes-activistes russess Pussy Riot, va començar com una cantant pop guardonada abans que les seves crítiques obertes a la censura i la manca de democràcia duguessin el govern del Vietnam a perseguir-la i a restringir la seva llibertat d'expressió. Khôi també va criticar Google i Facebook per cooperar amb la censura d'Internet al Vietnam. El 2018 va rebre el Premi Václav Havel per a la dissidència creativa en reconeixement del seu activisme democràtic, i el 2021 va rebre el premi Four Freedoms Freedom of Speech.